# Imperio Nazza: The Mixtape
Imperio Nazza: The Mixtape es el primer mixtape de los productores puertorriqueños Musicólogo & Menes. Publicado el 28 de enero del 2012, bajo el sello El Cartel Records. Contó con 17 canciones y los artistas que participaron fueron Daddy Yankee, Arcángel, Farruko, J Álvarez, Don Omar y mucho más.

## Lista de canciones
| N.º | Título                                                 | Productor                                                                    | Duración |  |
| 1.  | «Intro» (Musicólogo & Menes)                           | Musicologo & Menes                                                           | 00:47    |  |
| 2.  | «Guaya» (Arcángel, Daddy Yankee)                       | Musicologo & Menes                                                           | 03:12    |  |
| 3.  | «La Rosa Negra» (Carnal)                               | Musicologo & Menes, Benny Benni                                              | 03:32    |  |
| 4.  | «La Rockerita» (Genio & Baby Johnny)                   | Musicologo & Menes, Omi Corchea                                              | 03:53    |  |
| 5.  | «Ganas» (Farruko)                                      | Musicologo & Menes                                                           | 03:22    |  |
| 6.  | «No Te Voy A Mentir» (Luigi 21 Plus)                   | Musicologo & Menes, Perreke, Nelflow                                         | 03:11    |  |
| 7.  | «Llégale» (Gotay, Daddy Yankee)                        | Musicologo & Menes                                                           | 03:38    |  |
| 8.  | «Me Descontrolo» (Jadiel)                              | Musicologo & Menes, ALX                                                      | 04:07    |  |
| 9.  | «Chikilla Loca» (Galante, Randy)                       | Musicologo & Menes, ALX & Bryan La Mente Del Equipo, Lelo & Jazz Los Hitmens | 04:27    |  |
| 10. | «Taboo (Remix)» (Don Omar, Daddy Yankee)               | Musicologo & Menes, A&X                                                      | 04:24    |  |
| 11. | «Te Sigo Buscando» (J Álvarez, Carnal)                 | Musicologo & Menes, Benny Benni                                              | 03:57    |  |
| 12. | «Una Chica Como Tú» (Delirious, Benny Benni, Endo)     | Musicologo & Menes, Benny Benni                                              | 04:10    |  |
| 13. | «Bellaqueo y Alcohol» (Juno The Hitmaker)              | Musicologo & Menes                                                           | 03:17    |  |
| 14. | «Soldados» (Daddy Yankee, Barrington Levy, Ñengo Flow) | Musicologo & Menes                                                           | 03:17    |  |
| 15. | «El Amor Venció» (Yaga & Mackie)                       | Musicologo & Menes, Naldo                                                    | 03:15    |  |
| 16. | «Ready Pal Duelo» (Kario & Yaret)                      | Musicologo & Menes                                                           | 03:31    |  |
| 17. | «Bien Loco» (Juno The Hitmaker, Carnal)                | Musicologo & Menes, Benny Benni                                              | 03:17    |  |